# Plak (Schriftart)

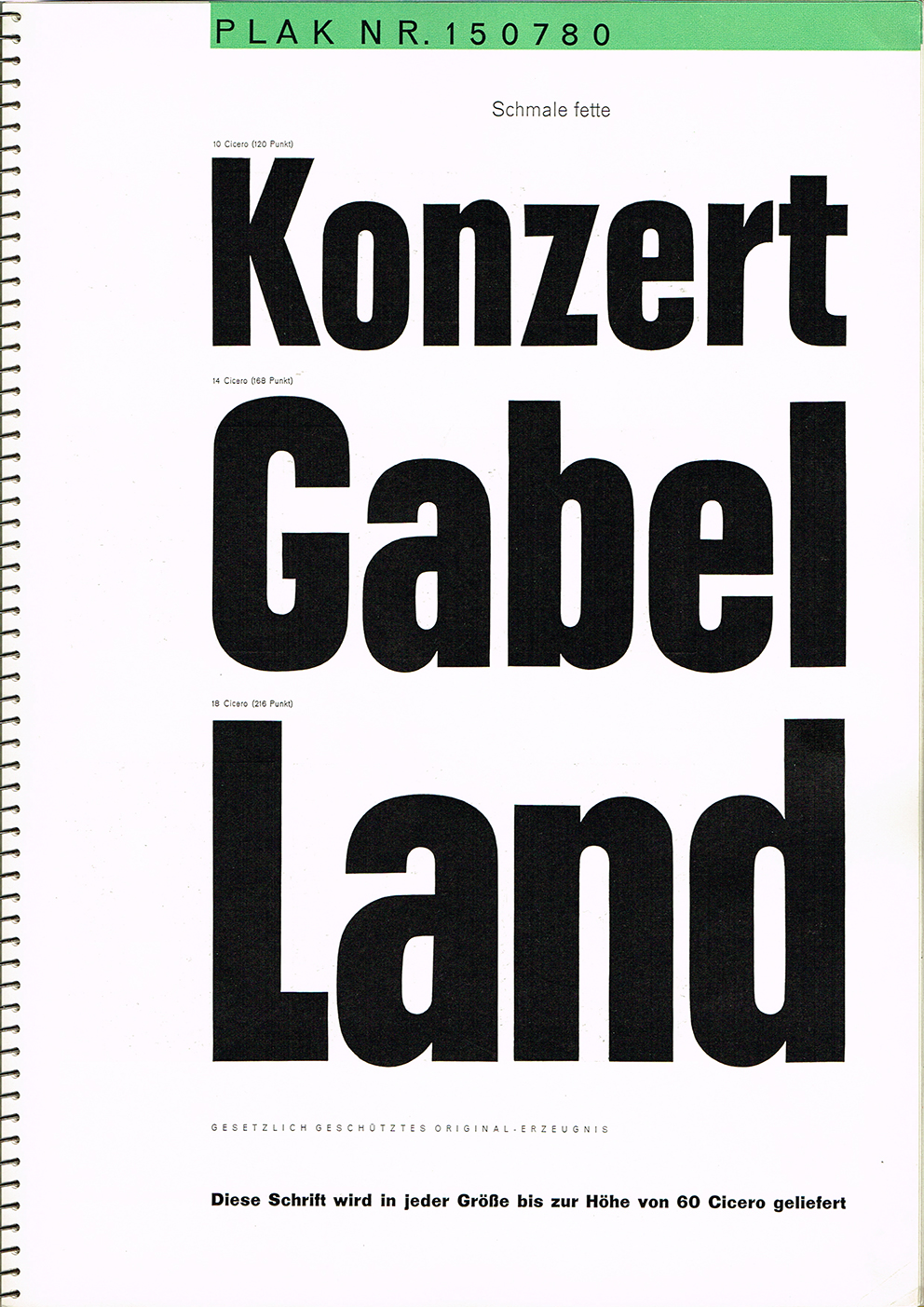
Plak schmal fett nach Entwürfen von Paul Renner 1928.

Plak ist eine Grotesk-Schrift nach Entwürfen von Paul Renner. Die Schriftgießerei D. Stempel AG in Frankfurt am Main brachte sie 1928 als Holzletter in Schriftgraden bis 60 Cicero auf den Markt. Sie war als „moderne und zeitgemäße“ Schrift für Plakate gedacht und in den Schriftschnitten Plak eng fett, Plak schmal fett und Plak fett lieferbar.

## Neuinterpretation

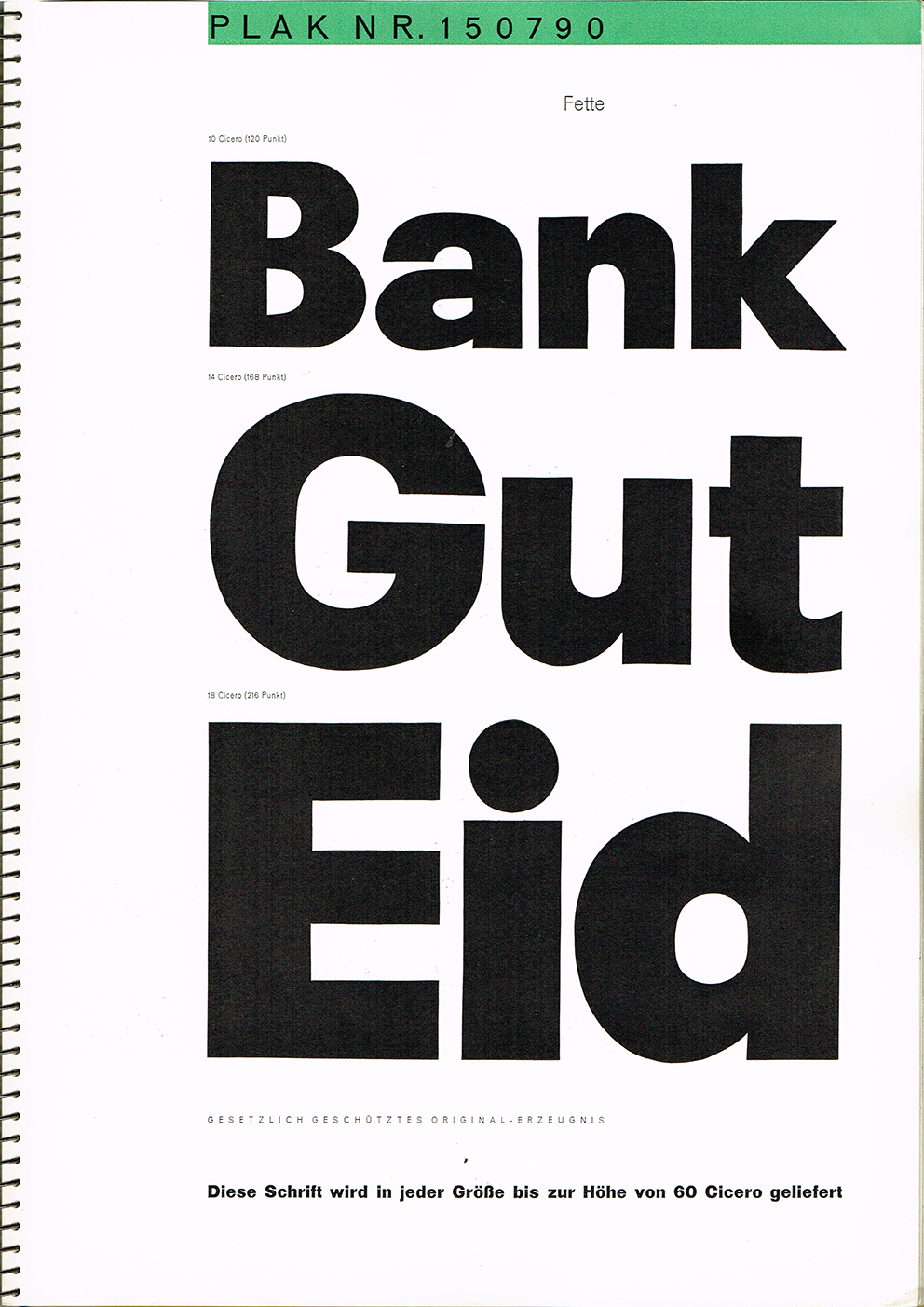
Plak fett nach Entwürfen von Paul Renner 1928.

2018 entwarfen die Schriftgestalter Linda Hintz und Toshi Omagari für Monotype Corporation eine „aufgefrischte Version des verborgenen Juwels von Paul Renner“, die Neue Plak in sechs Schriftbreiten und acht Strichstärken, in also 48 Schriftschnitten.